# KNOW KNOW KNOW
「KNOW KNOW KNOW」（ノウノウノウ）は、日本のバンド・DOESの楽曲で、15枚目のシングル。2016年3月2日にキューンミュージックから発売された。

## 概要
前作から約2年8ヶ月ぶり、第1期活動時最後のリリース。表題曲は、テレビアニメ『銀魂』のオープニングテーマに起用され、「修羅」「曇天」「バクチ・ダンサー」に続いて4度目のタイアップとなった。

## 収録曲
- 全作詞・作曲：氏原ワタル 編曲：DOES

1. KNOW KNOW KNOW  [3:22]
  - テレビ東京系アニメ『銀魂』オープニングテーマ
2. 刹那  [3:27]
3. ランノヴァ  [4:00]
  - SUPER GT GT300クラス参戦チーム「RUN UP SPORTS」イメージソング